# Messe D-Dur (Nicolai)
Die Messe Nr. 1 D-Dur ist eine Messvertonung für Soli, Chor und Orchester von Otto Nicolai. 

## Entstehung und Geschichte
Die Messe entstand im August 1832 während eines Aufenthaltes in Posen, wo Nicolais Vater eine Anstellung am Theater gefunden hatte. Sie kam dort am Gedenktag der Kirchweihe, dem 26. August, im Posener Dom zur ersten Aufführung. Eine angestrebte Aufführung in Berlin noch im selben Jahr kam nicht zustande. 
1844 überarbeitete Nicolai in Wien die Messe grundlegend. In der neuen Fassung erklang sie dort erstmals am 27. April 1845 in der Hofburgkapelle unter Leitung Ignaz Aßmayers, und Nicolai erhielt ein Honorar von 100 Gulden. 
Am 15. August 1846 dirigierte Nicolai seine Messe im Dom von Raab auf Bitte des dortigen Bischofs. Die Einladung, eine Aufführung am 8. September 1846 in der innerstädtischen Pfarrkirche in Pest selbst zu leiten, musste Nicolai jedoch ausschlagen. Franz von Hilleprandt ermöglichte dem Komponisten eine Aufführung am 13. Juni 1847 im Salzburger Dom; aus Dankbarkeit überließ Nicolai dem Mozarteum danach das komplette Aufführungsmaterial. 
Ein letztes Mal führte Nicolai seine Messe am Weihnachtstag 1848 in der Hedwigskirche in Berlin auf. 
Da Nicolai es nicht geschafft hatte, einen Verleger für seine Messe zu interessieren, blieb sie bis ins 20. Jahrhundert ungedruckt. Die Posener Partitur und das Berliner Material mit der Fassung letzter Hand gingen im Zweiten Weltkrieg verloren, sodass heute zumeist die Salzburger Fassung zur Aufführung kommt. 
Um die musikalischen Teile der Liturgie zu vervollständigen, komponierte Nicolai als Ergänzung zur Messe noch lateinische Gradualia und Offertoria, 1846 komponierte er ferner ein Salve Regina (op. 39) für das Stundengebet.
Die vom Komponisten herrührende Nr. 1 suggeriert die Existenz weiterer Messvertonungen Nicolais; dies blieb jedoch sein einziges Werk dieser Gattung.

## Besetzung
- Sopran-, Alt, Tenor- und Bass-Solo
- Chor (SATB)
- 2 Klarinetten, 2 Fagotte, 2 Trompeten, 2 Hörner, Pauken, Streicher (Violine I u. II, Bratsche, Cello, Kontrabass)

Die Aufführungsdauer beträgt ca. 30 Minuten. 

### Notenausgaben
- Eva Neumayr (Hrsg.): Otto Nicolai. Messe in D. Carus, Stuttgart 2010, ISMN M-007-09494-2.

### Sekundärliteratur
- Klaus Rettinghaus: Studien zum geistlichen Werk Otto Nicolais. 2. Auflage. epubli, Berlin 2014, ISBN 978-3-7375-1116-2, urn:nbn:de:101:1-2015061224795.